# Tymákov
Tymákov település Csehországban, Plzeň városi járásban. Tymákov Starý Plzenec, Letkov, Mokrouše, Kyšice, Lhůta, Rokycany és Ejpovice településekkel határos. Lakosainak száma 1072 fő (2024. január 1.).

## Népesség
A település lakosságának változását az alábbi diagram mutatja:
| Lakosok száma | 889  | 962  | 956  | 916  | 745  | 848  | 953  | 1024 | 1084 | 1072 |
|               | 1869 | 1900 | 1921 | 1961 | 1980 | 2011 | 2016 | 2019 | 2021 | 2024 |